# Brione-Gerra

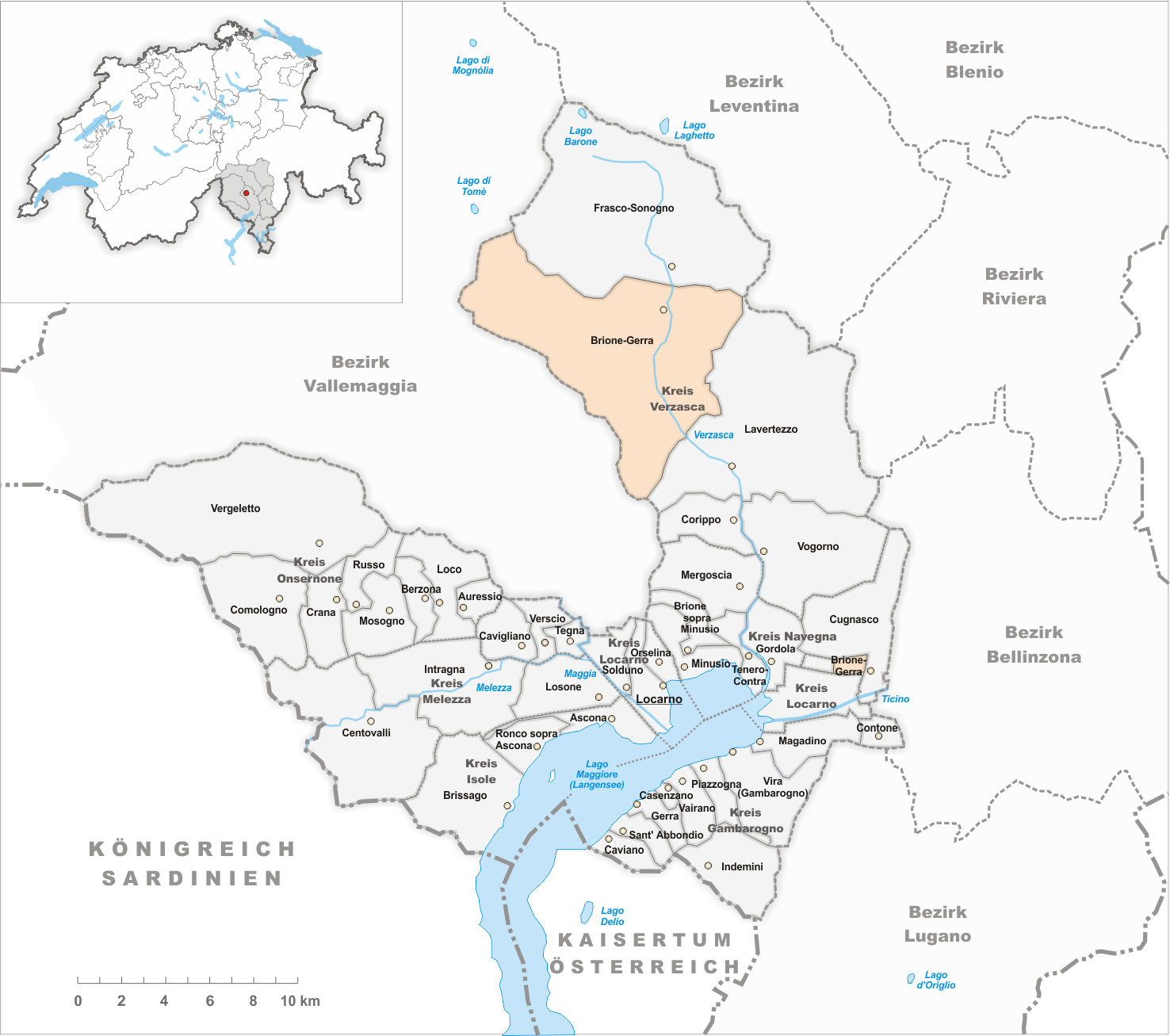
Gemeindestand vor der Fusion am 1. Januar 1852

Brione-Gerra war bis zum Jahre 1852 eine politische Gemeinde im Verzascatal, Kanton Tessin, Schweiz. Im genannten Jahr teilte sie sich in die Gemeinden  Brione (Verzasca) und Gerra (Verzasca) auf.